# Rosemary Valero-O'Connell
Rosemary Valero-O'Connell (Mineápolis, 28 de octubre de 1994) es una ilustradora y dibujante estadounidense. Es conocida por su trabajo con la editorial DC Comics y BOOM! Studios. 

## Trayectoria
Nació en Mineápolis en Minnesota pero creció en Zaragoza (España). Se graduó en 2016 en Cómic en la licenciatura de Bellas Artes del Minneapolis College of Art and Design. Valero comenzó a trabajar con First Second Comics después de que su editor comprara una copia de un minicomic de 22 páginas que había escrito durante un verano en el festival del Museo de Cómics y Arte de Dibujos Animados.
El 15 de junio de 2015, se reveló la portada de la primera edición de la novela gráfica Steven Universe, que ilustró Valero-O'Connell. El cómic fue lanzado en diciembre de ese mismo año bajo el título Steven Universe: Too Cool for School.
En 2016, Valero trabajó como ilustradora principal con DC Comics y BOOM! Studios en un crossover de Gotham Academy y Leñadoras. Ese mismo año se anunció que había comenzado a ilustrar una novela gráfica con Mariko Tamaki para First Second titulada Laura Dean Keeps Breaking Up with Me (titulada en castellano como Laura Dean me ha vuelto a dejar). La portada de este libro fue desvelada el 24 de septiembre de 2018, y la novela gráfica se publicó el 7 de mayo de 2019.

## Obra

### Novelas gráficas
- 2017 – Lo que queda.[11][12][1][13]
- 2019 – Laura Dean me ha vuelto a dejar.[14]
- 2020 – No te vayas sin mí.[15]

### Series de cómic
- Steven Universe («Steven Universe: Demasiado genial para la escuela»)
- Crossover de Gotham Academy/Leñadoras[16][17][18][19]

### Webcómics
- Si solo una vez, aunque solo sea por un rato.[20][21]

## Premios
En 2018, Valero-O'Connell fue nominada a dos Premios Eisner, Mejor Coloreado y Mejor Número Único/One-Shot, por su cómic What is Left (Lo que queda). En 2019, Laura Dean Keeps Breaking Up With Me (Laura Dean me ha vuelto a dejar) ganó el premio Ignatz a la novela gráfica, así como el premio al mejor libro para niños o adultos jóvenes de los premios Harvey. En 2020, Valero-O'Connell ganó un Premio Eisner a Mejor Dibujante/Entintador por su trabajo en Laura Dean Keeps Breaking Up With Me, que también ganó un Premio Eisner en la categoría de Mejor Publicación para Adolescentes. Valero-O'Connell ganó el Premio Ignatz 2020 al Artista Destacado.